# Thunderhawk AH-73M
Thunderhawk AH-73M is een computerspel uit 1991. Het spel werd ontwikkel door Core Design en uitgeven door Virgin Interactive. Het spel is een 3D helikopter simulatiespel. De speler speelt een pilot van MERLIN en moet diverse missies uitvoeren over de hele wereld.

## Platform
- Amiga (1991)
- Atari ST (1991)
- DOS (1991)